# Ein dreifach Hoch dem Sanitätsgefreiten Neumann
Ein dreifach Hoch dem Sanitätsgefreiten Neumann ist ein 1968 entstandenes, deutsch-italienisches Militär- und Erotiklustspiel von Franz Marischka mit Siegfried Rauch in der Titelrolle.

## Handlung
Österreich-Ungarn, in der „guten, alten Zeit“. Der vor allem dem weiblichen Geschlecht zugetane Sanitätsgefreite Neumann wird von seinen Vorgesetzten in die Provinzstadt Krems strafversetzt. Während der Zugfahrt dorthin lernt er die reizende Klara (genannt „Klärchen“) Strauß kennen, die ihm rasch ihr Herz schenkt. Als Neumann in Krems ankommt, erwartet ihn bereits ein großer Bahnhof, denn Erzherzog Rudolf ist gleichfalls mit dem Zug angereist. Neumann hatte zunächst angenommen, dass der freudige Empfang ihm galt, doch bald widerfährt ihm noch viel Erfreulicheres. Die Damenwelt der Garnisonsstadt ist ihm nämlich äußerst zugetan; die jungen, hübschen Mädchen lassen kaum eine Gelegenheit für eine angeblich dringend benötigte ärztliche Konsultation aus, um Neumann dann schließlich für ein Schäferstündchen ganz für sich in Beschlag zu nehmen. Die Frauen stürmen geradezu Neumanns Praxiszimmer und können es kaum erwarten, dass er sie auffordert, sich „oben herum“ frei zu machen oder gleich vollkommen zu entkleiden. Der Sanitätsgefreite ist die vorübergehende Vertretung des alten, knarzigen Oberstabsarztes Dr. Treppwitz, eines zackig-knorrigen Glatzkopfes mit preußischer Attitüde.
Neumann bekommt mit seinem Antritt in Krems eine weitere Verantwortung aufgebürdet, die er nicht erwartet hat: diese heißt Julia und ist seine verwaiste Nichte. Der frisch bestallte Vormund Neumann geht davon aus, dass es sich dabei um ein kleines Mädchen handeln müsse, doch auch Julia besitzt bereits alle Vorzüge einer wohlgeformten jungen Frau von 18 Lenzen. Als sie in ihrer jugendlichen Naivität die Straßennamen ihrer zukünftigen Unterkunft, der Erziehungsanstalt für Höhere Töchter, in der die matronenhafte Leiterin von Treptow ein strenges Regiment führt, mit einer Adresse für sehr leichte Damen verwechselt, landet Julia prompt in einem Luxus-Bordell. Dort wird gerade ein hoher Gast erwartet, und man verlangt von Julia, sich diesem Herr mit ganzem Körpereinsatz zu widmen. Es handelt sich dabei um Erzherzog Rudolf höchstpersönlich. Doch seine Hoheit hat gar nicht die Absicht, die mutmaßliche Jungfrau zu besteigen, vielmehr ist er lediglich darauf bedacht, seinen weithin bekannten Ruf als „ganzer Mann“ zu pflegen und zu hegen. 
Auch Julias Onkel gerät durch die Adressenverwechslung auf unbeabsichtigte Abwege. Eigentlich wollte er die Huren medikamentös behandeln, landet aber nun wiederum in der Töchteranstalt der Admiralswitwe. Da er hier nicht auf Julia trifft, findet er sie wenig später im Nobelpuff vor und sorgt dafür, dass das kesse Früchtchen bald zur richtigen Adresse expediert wird. Dort lernt Julia Neumann den feschen Leutnant Romeo kennen, einen Neffen des Erzherzogs, den Julia bereits andernorts im Séparée kennen lernen durfte. Prinz Romeo ist rasch Feuer und Flamme für die verführerische Unschuld und möchte Julia am liebsten vom Fleck weg heiraten. Den Sanitätsgefreiten wiederum beschäftigen gerade ganz andere Dinge: er will ein selbst geschriebenes Theaterstück aufführen. Da man sich im militärischen Umfeld aufhält und man überdies dem Willen von Oberstabsarzt Dr. Treppwitz und der Shakespeare‘schen Tradition zu folgen hat, demzufolge „Weibspersonen“ auf der Bühne nichts verloren hätten, werden alle Rollen, auch die der Frauen, von Männern gespielt. Nach weiteren Turbulenzen finden Neumann und die Dame seines Herzens, bei der der Sanitätsgefreite schließlich auch noch fachgerecht Hand anlegt, endlich zusammen. Zu guter Letzt steigt er durch die angekündigte und vom Erzherzog gebilligte Eheschließung zwischen Neumanns Mündel Julia und „Prinz Romeo“ auch noch in die allerhöchsten Adelskreise auf.

## Produktionsnotizen
Ein dreifach Hoch dem Sanitätsgefreiten Neumann wurde 1968 in Österreich gedreht, passierte am 21. Januar 1969 die FSK und wurde am 14. März 1969 in Deutschland uraufgeführt. Der Filmtitel basiert auf einem alten Spott- und Trinklied.
Die Produktionsleitung hatte Heinz Pollak. Die Filmbauten entwarf Herta Hareiter, die Kostüme Lilo Nöbauer.
Für den Veteranen unter den Filmkomponisten, Peter Kreuder („Glückskinder“), war dieser Streifen einer seiner letzten Aufträge vom Kinofilm. Die TV-Assistentin Alexandra Marischka, die kurz vor Drehbeginn den Regisseur dieses Films geheiratet hatte, gab hier ihren Kinofilmeinstand.
Der Film enthält, neben diversen Nacktauftritten junger Darstellerinnen, auch reichlich Albernheiten. So umfasst Rauchs Neumann von hinten die nackten Brüste seiner Liebsten Klara (Christiane Rücker) und beansprucht damit für sich, Erfinder des „Büstenhalters“ zu sein.
Eine 82 Minuten kurze DVD-Fassung wurde 2010 herausgebracht.
1975 verfilmte Hans Billian den Stoff als Porno-Kurzfilm mit Patricia Rhomberg. Im November 1977 drehte Jürgen Enz in nur sieben Tagen eine Sexfilm-Fortsetzung unter dem Titel Neue Abenteuer des Sanitätsgefreiten Neumann; Wolfgang Jung übernahm dort die Titelrolle von Siegfried Rauch.

## Kritiken
„Ein guter Ruf verpflichtet. Wenn dieser Sanitätsgefreite (Siegfried Rauch) statt das Zwerchfell zu strapazieren, nur ein kleines Schmunzeln erntet, ist das nicht seine Schuld. Er ist gewiß kein Kind von Traurigkeit. Aber unter der Regie von Franz Marischka bleibt von seinen besten Zoten nicht viel mehr als ein müder Etappenulk, in dem sehr viel aneinander und noch mehr am Humor vorbeigeredet wird. Ein viel zu preußischer ‚Unterleibarzt‘ (Hubert von Meyerinck) und ein seniler Erzherzog (Rudolf Prack) liefern zusammen mit flotten Damen anstatt einer Persiflage eine k. u. k. Kremser Kaiserschnulze.“

In Filme 1965–70 ist folgendes zu lesen: „Oben-ohne-Schau mit meist albernen Gags und plumpen Anzüglichkeiten im abgeschmackten Regiestil billiger Unterhaltung. – Wir raten ab.“
Im Lexikon des internationalen Films heißt es: „Sanitätsgefreiter Neumann, der Held unzähliger Strophen eines bekannten Liedes, als Titelfigur aneinandergereihter Episoden in einem auf Sex getrimmten Milieu mit meist albernen Gags und Anzüglichkeiten.“
cinema befand: „Der zweideutige Ulk ist eindeutig veraltet.“
Auch der Evangelische Film-Beobachter hält nichts von dem Streifen: „Bisher letzter und dünnster Aufguß bereits abgestandener Militärklamotten. Ärgerlich und völlig überflüssig.“